# Bali-Sasak-Sumbawa
Bali-Sasak-språken är en grupp av språk som talas i västra Små Sundaöarna, (Bali och Nusa Tenggara Barat). De tre språken är Balinesiska på Bali, Sasak på Lombok och Sumbawa på västra Sumbawa. Språken har likheter med javanesiska.